# Pay-per-view
Pay-per-view (IPA: /ˌpeɪpəˈvjuː/) ou pagar-para-ver (sigla PPV) é um sistema no qual os que assistem televisão podem adquirir uma programação específica, a qual desejam assistir, comprando por exemplo o direito a visionar determinados eventos, filmes ou outros programas. A programação é vista ao mesmo tempo para todos os que a compraram, ao contrário de sistemas de vídeo em demanda, que permitem ao usuário do serviço ver a programação no momento que quiser.
Pay-per-view traduzido para o português significa "pague-para-ver". A taxa pela exibição do programa é geralmente adicionada na conta da operadora de televisão a cabo ou televisão via satélite. Este serviço está em uso desde os anos 70 nos EUA, vinculado por um time da NBA. Porém, o termo "pay-per-view" só começou a ser usado definitivamente a partir dos anos 90, quando empresas como a HBO e Showtime começaram a usá-lo para mostrar filmes e outras produções próprias.
O pay-per-view está presente em todo o mundo e é uma grande maneira de trazer lucro para as operadoras de televisão por assinatura. O investimento gasto pelas operadoras para adquirirem os direitos para a exibição do filme tem seu retorno, através dos lucros com a venda do filme para os telespectadores. Nos Estados Unidos, o pay-per-view também financia alguns campeonatos de lutas.
Para comprar um programa, existem vários processos. No Brasil, o mais comum é a utilização do telefone ou do próprio sistema da televisão a cabo, pelo controle remoto.
Nos sistemas mais antigos de televisão a cabo, o único modo de adquirir um programa era através de telefone. Atualmente, nos sistemas mais novos, e nas televisões via satélite é possível fazer a aquisição através do controle remoto. Alguns sistemas utilizam a linha telefônica, entretanto, os mais modernos permitem que a operação seja realizada através da própria infraestrutura da televisão a cabo.
Existem várias características que distinguem os canais pay-per-view dos canais normais. Os filmes escolhidos são aqueles lançados há pouco tempo nas locadoras e que ainda não foram exibidos nos demais canais. Depois de algumas semanas, esses filmes são excluídos da grade de programação. Além disso, é preciso comprar o programa para assisti-lo inteiro.